# Muchomorowate
Muchomorowate (Amanitaceae E.-J. Gilbert) – rodzina grzybów znajdująca się w rzędzie pieczarkowców.

## Charakterystyka
Grzyby kapeluszowe o mięsistym i centralnie osadzonym kapeluszu. Hymenofor w postaci wolnych i cienkich blaszek. Trzon zazwyczaj z pierścieniem. Wysyp zarodników biały, zarodniki gładkie.

## Systematyka
Pozycja w klasyfikacji według Index Fungorum: Amanitaceae, Agaricales, Agaricomycetidae, Agaricomycetes, Agaricomycotina, Basidiomycota, Fungi.
Według Index Fungorum do rodziny Amanitaceae należą rodzaje:
- Amanita Pers. 1797 – muchomor
- Aspidella E.-J. Gilbert 1940
- Catatrama Franco-Mol. 1991
- Limacella Earle 1909 – muchomornica
- Limacellopsis Zhu L. Yang, Q. Cai & Y.Y. Cui 2018
- Zhuliangomyces Redhead 2019

Polskie nazwy na podstawie pracy Władysława Wojewody z 2003 r.